# Zbigniew Kosycarz

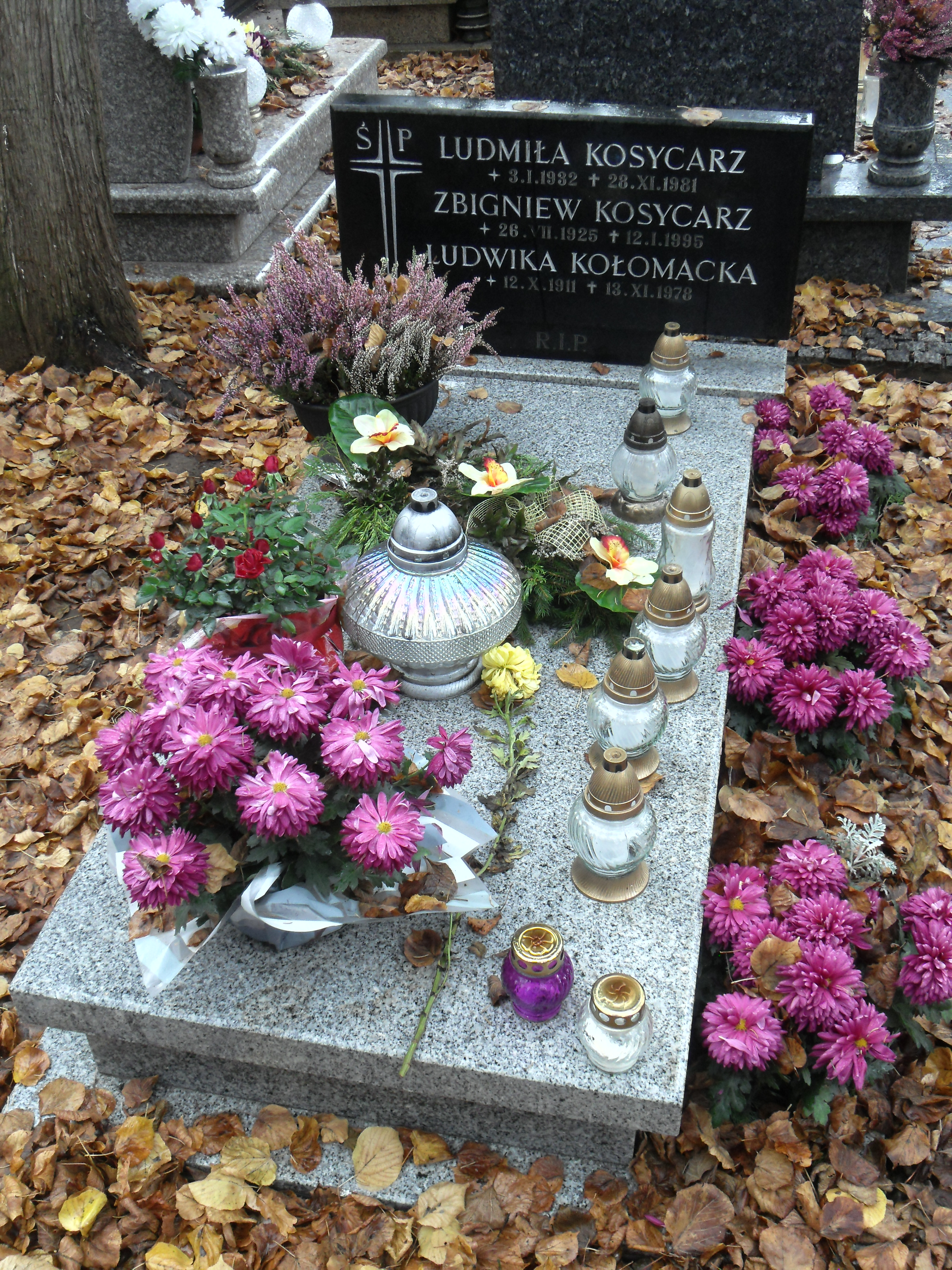
Grób Zbigniewa Kosycarza i jego żony Ludmiły na cmentarzu Oliwskim

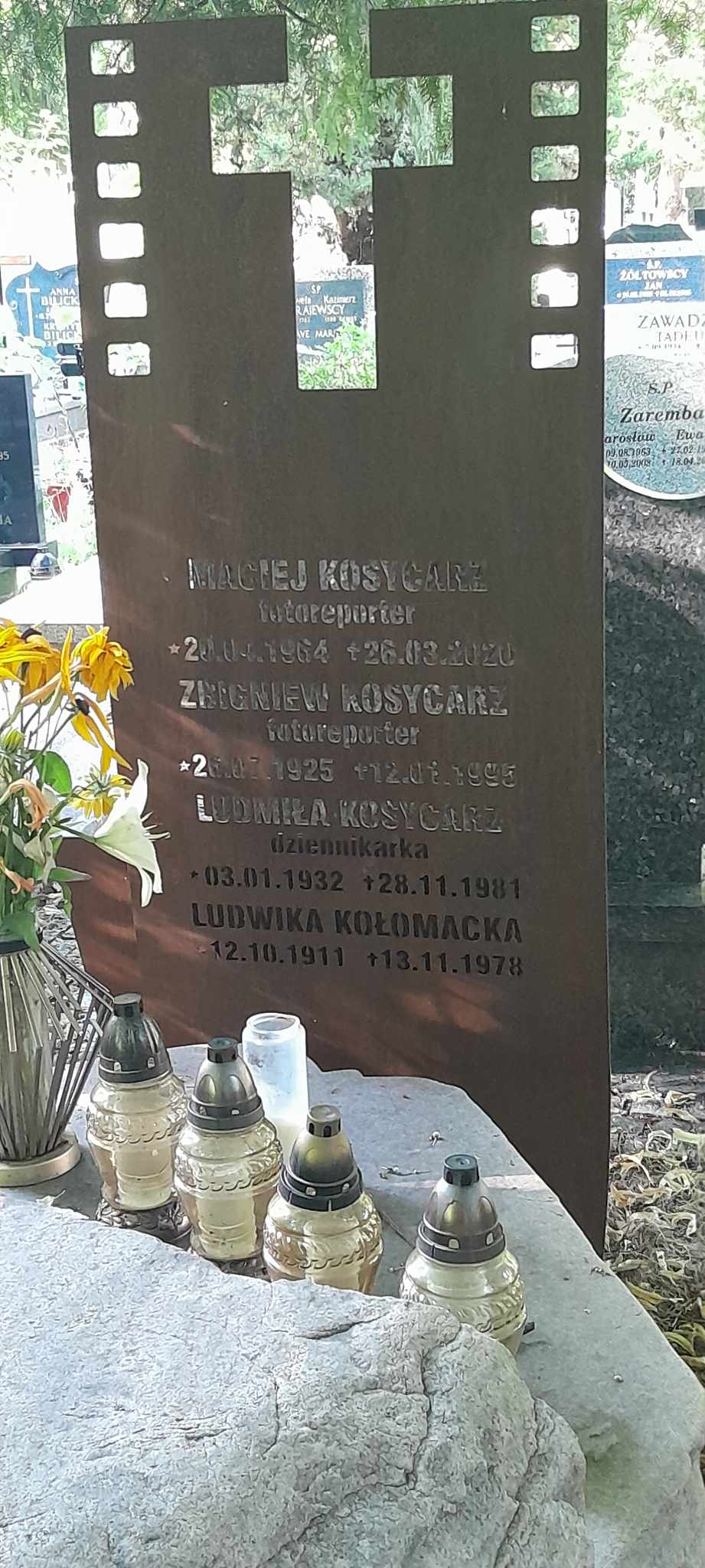
Grób rodziny Kosycarzy w 2023

Zbigniew Kosycarz (ur. 26 lipca 1925 w Smugawie k. Lubnia, zm. 12 stycznia 1995 w Gdańsku) – polski fotoreporter związany z Gdańskiem i Pomorzem Gdańskim.

## Życiorys
Pochodził z Małopolski. Urodził się w rodzinie Alojzego, kolejarza, i Anieli z domu Czarnota. Przed wojną ukończył szkołę powszechną i trzy klasy gimnazjum w Kętach k. Oświęcimia.
Podczas okupacji niemieckiej pracował jako robotnik drogowy, sprzedawca sklepowy oraz fotolaborant w firmie „Olesch Foto” w Andrychowie.
Po wojnie uczył się Liceum Spółdzielczym w Krakowie. Jako komendant krakowskiego hufca Związku Harcerstwa Polskiego został oddelegowany do zakładania w Gdańsku drużyn harcerskich. Studiował malarstwo w Państwowej Wyższej Szkole Sztuk Plastycznych (studiów nie ukończył). Był fotografem na transatlantyku MS Batory.
Po przeprowadzce w czerwcu 1945 do Gdańska przez kilkadziesiąt lat dokumentował odbudowę po II wojnie światowej i życie codzienne miasta. Był fotoreporterem „Dziennika Bałtyckiego” (od 1948) i od marca 1949 „Głosu Wybrzeża”. Jego fotografie ukazywały się w „Przekroju” i „Rzeczpospolitej”.
Od 1957 był żonaty z Ludmiłą (1932–1981), gdańską dziennikarką. Od 1959 mieszkali na Starym Mieście, przy ul. Podwale Staromiejskie 89. Ojciec fotoreportera Macieja Kosycarza (1964–2020).
Zmarł w Gdańsku, pochowany na cmentarzu Oliwskim (kwatera 6-9-4).

## Ordery i odznaczenia
- Krzyż Oficerski Orderu Odrodzenia Polski (1983)
- Krzyż Kawalerski Orderu Odrodzenia Polski (1973)
- Srebrny Krzyż Zasługi
- Krzyż „Za Zasługi dla ZHP”
- Medal 30-lecia Polski Ludowej
- Medal „Za Zasługi dla Pożarnictwa”
- Medal Księcia Mściwoja II (pośmiertnie, 2009)[4]
- Medal „Za Zasługi dla Marynarki Wojennej”
- Odznaka „Zasłużony Działacz Kultury”
- Złota Odznaka honorowa „Zasłużony Pracownik Morza” (dwukrotnie)
- Odznaka „Zasłużony działacz ORMO”[5]
- Odznaka honorowa „Zasłużonym Ziemi Gdańskiej”[6] (1966)
- Odznaka „Za zasługi dla obronności kraju”
- Odznaka „Za zasługi dla Gdańska”
- Odznaka „Za zasługi dla rozwoju kultury w Gdańsku”
- Odznaka „Za zasługi dla PCK”
- Złota Odznaka PŻM
- Złota Odznaka TPPR (1966)

Źródło:.

## Nagrody i wyróżnienia
- tytuł Gdańszczanina Roku w plebiscycie czytelników „Wieczoru Wybrzeża” (1972)[5]
- Nagroda Miasta Gdańska w Dziedzinie Kultury „Splendor Gedanensis” (1979)[7]

## Upamiętnienie
Od 1997 organizowany jest Pomorski Konkurs Fotografii Prasowej Gdańsk Press Foto imienia Zbigniewa Kosycarza.
W grudniu 2020 jednemu z gdańskich tramwajów nadano imię Zbigniewa i Macieja Kosycarzy.